# Julio Camejo
Julio Camejo (Havana, 29 de outubro de 1977) é um ator e dançarino cubano que mora e atua no México. Julio era muito jovem, quando emigrou com sua família em 1982 para Cancún, e mais tarde se estabeleceu na Cidade do México.

## Biografia
Julio começou estudando no "Centro de Educación Artística" o (CEA) da Televisa. Ganhou o "Prêmio Nacional das Artes" de melhor atuação encenando a obra Solo y desnudo, que foi apresentada no México, Colômbia e outros países. Entre seus professores se encontram Patricia Reyes Spíndola em atuação, Claudio Lenk, Lauro Alvarado em voz e Nora Manik em expressão corporal. Ele obteve também o prêmio Yuri Manik pela obra "Tragedia de un clown". É o criador do conceito Dueto Mix, mesmo que foi promovido por Javier Vidal, director do Intermódel. Após isso sua carreira teve o maior auge, pois fez teatro ao lado de Gustavo Rojo e Lilia Michel, e nos Estados Unidos participou do filme "Dark soul 101".
Julio Camejo foi entrevistado no canal Noveleiros Real no instagram do influencer digital Marcos Michalak.[carece de fontes?]
Com Pedro Damián, Julio participou da telenovela juvenil Primer amor... a mil por hora. Depois vieram outras telenovelas tais como: Aventuras en el tiempo, ¡Vivan los niños!, De pocas, pocas pulgas e Clase 406. Outras de suas particularidades é ser cantor algo que Julio se da com facilidade.
No ano 2000 incursionou neste meio com o grupo musical "R-Boots", como o grupo que abria os concerto de "Los Tigres del Norte". Em 2003 ele inicia as gravações da telenovela Amar otra vez, uma produção de Lucero Suárez, esta telenovela estreou en janeiro de 2004 nos Estados Unidos e em maio do mesmo ano no México. Também atuou em participações especiais na série "Mujer, casos de la vida real". Pouco depois, em março de 2004, ingressa com outros 14 famosos da tv mexicana na casa de "Big Brother VIP".
Em outubro de 2004 atuou na telenovela Rebelde, outra produção de Pedro Damián. No ano seguinte esteve em Contra viento y marea de Beatriz Sheridan, foi na sua telenovela siguinte em que interpretou o malvado Saúl Trejo vulgo "Veneno", uma telenovela de grande Êxito do produtor Nicandro Díaz González na qual compartilhou cenas junto a  Marlene Favela e Sebastián Rulli. Outras de suas participações em telenovelas seguintes foram em: Amar sin límites, Destilando amor e Tormenta en el paraíso.

### Dança
Julio estudou na "Escuela Nacional de Arte" e na "Escuela Superior de Arte". Foi bailarino de dança moderna e clássica, acróbata, músico, entre outras.
No México fez a comédia musical Fama. Tempos depois conheceu Thalía e foi convidado por ela, a participar de seus concertos como seu bailarino principal. Olga Tañón e Celia Cruz também figuram na ampla trajetória artística de Julio. Mas um acidente causa uma deficiência no calcanhar dele, o que impede de continuar sua carreira como dançarino, por isso foi forçado a abandonar essa arte.

## Trabalhos na televisão

### Telenovelas
- La mexicana y el güero (2020-2021) como  Mario Nava
- Médicos, línea de vida (2019) como Aníbal
- La taxista (2018)  como Rodrigo Monreal Castillo
- Hasta el fin del mundo (2014) como Matias
- Libre para amarte (2013) como Bruno
- Amores Verdaderos (2012) como Leonardo Solís
- Niña de mi corazón (2010) como Jason Bravo
- Mañana es para siempre (2008-2009) como Herminio
- Tormenta en el Paraiso (2008) como José Míguel Díaz Luna
- Destilando amor (2007) como Francisco
- Amar sin límites (2006) como Paco
- Contra viento y marea (2005) como Saúl Trejo 'Veneno'
- Rebelde (2004/2006) como Mauro Mansilla
- Desnudos (2004) como Mariano
- Amar otra vez (2003) como Mateo Santillán Vidal
- De pocas, pocas pulgas (2003) como Juliano
- Clase 406 (2002/2003) omo Douglas Cifuentes
- ¡Vivan los niños! (2002)  como Juan
- Salomé (2001) como Javier
- Aventuras en el tiempo (2001)
- Primer amor... a mil por hora (2000) como Pectro
- Tabu (1999)

### Séries
- Bailando por la boda de tus sueños (2006)
- Big Brother VIP 3 (2004)
- Big Brother VIP: México (2002)